# Pablo Helman
Pablo Helman (* 5. Juli 1959 in Buenos Aires) ist ein argentinischer Spezialist für Visuelle Effekte.

## Leben
Helman, beschäftigt bei Industrial Light and Magic, hat bei zahlreichen bekannten Spielfilmen die Effekte animiert. Vor allem an Science-Fiction-Filmen hat Helman gearbeitet.

## Filmografie
- 1996: Operation: Broken Arrow (Broken Arrow)
- 1996: Independence Day
- 1997: Vergessene Welt: Jurassic Park (The Lost World: Jurassic Park)
- 1997: Men in Black
- 1997: Contact
- 1998: Deep Impact
- 1998: Der Soldat James Ryan (Saving Private Ryan)
- 1999: October Sky
- 1999: Star Wars: Episode I – Die dunkle Bedrohung (Star Wars: Episode I - The Phantom Menace)
- 2000: Space Cowboys
- 2001: Das Versprechen (The Pledge)
- 2002: Star Wars: Episode II – Angriff der Klonkrieger (Star Wars: Episode II - Attack of the Clones)
- 2003: Terminator 3 – Rebellion der Maschinen (Terminator 3: Rise of the Machines)
- 2003: Master and Commander – Bis ans Ende der Welt (Master and Commander: The Far Side of the World)
- 2004: Riddick: Chroniken eines Kriegers (The Chronicles of Riddick)
- 2004: Die Bourne Verschwörung (The Bourne Supremacy)
- 2005: Krieg der Welten (War of the Worlds)
- 2005: Jarhead – Willkommen im Dreck (Jarhead)
- 2005: München (Munich)
- 2008: Die Geheimnisse der Spiderwicks (The Spiderwick Chronicles)
- 2008: Indiana Jones und das Königreich des Kristallschädels (Indiana Jones and the Kingdom of the Crystal Skull)
- 2010: Die Legende von Aang (The Last Airbender)
- 2012: Battleship
- 2013: Pain & Gain
- 2014: Teenage Mutant Ninja Turtles
- 2016: Teenage Mutant Ninja Turtles: Out of the Shadows
- 2016: Silence
- 2017: Die Mumie (The Mummy)
- 2019: The Irishman
- 2020: Mank
- 2022: Die Fabelmans (The Fabelmans)
- 2023: Killers of the Flower Moon
- 2024: Wicked

## Nominierungen
- Drei Oscar-Nominierungen
  - Oscarverleihung 2003: Star Wars: Episode II – Angriff der Klonkrieger
  - Oscarverleihung 2006: Krieg der Welten
  - Oscarverleihung 2020: The Irishman
  - Oscarverleihung 2025: Wicked
- Sechs Saturn-Award-Nominierungen, davon einmal ausgezeichnet für Terminator 3 – Rebellion der Maschinen
- Vier Satellite-Award-Nominierungen